# Psaume 62 (61)

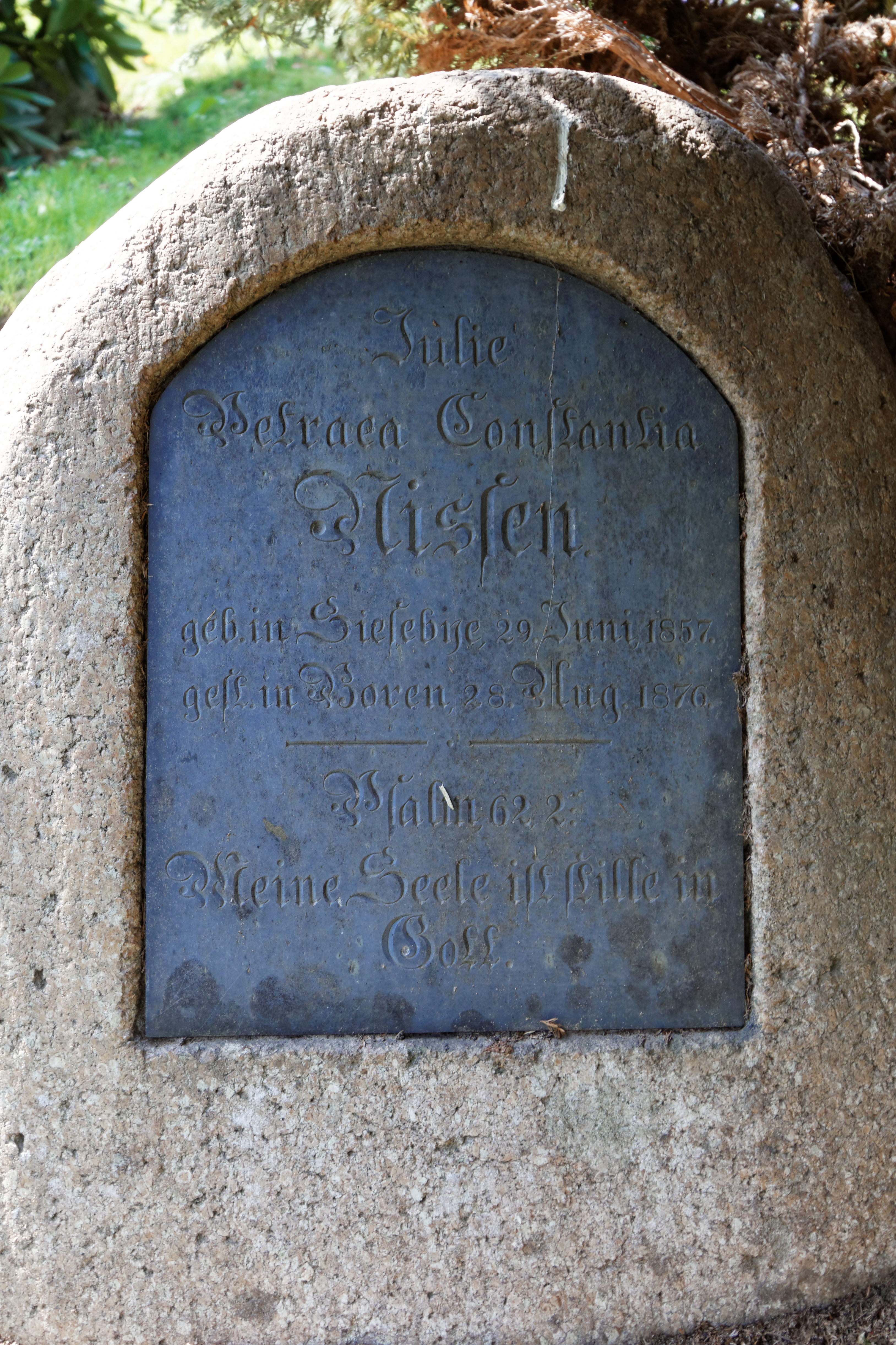
Le verset 5 du Psaume 62 gravé en allemand sur la stèle d'une tombe à Boren

Le Psaume 62  est le 62e psaume, commençant par ce verset : "Vraiment mon âme attend Dieu : de lui vient mon salut". Le Livre des Psaumes fait partie de la troisième section de la Bible hébraïque, c'est un livre de l'Ancien Testament chrétien. Dans le système de numérotation légèrement différent utilisé dans la version grecque de la Septante de la Bible et dans la Vulgate latine, ce psaume est le Psaume 61 . En latin, il est connu sous le nom de « Nonne Deo subiecta erit anima mea ». Le psaume offre un avertissement de ne pas laisser son pouvoir éroder sa confiance en Dieu.
La récitation ou le chant des psaumes fait partie des liturgies juives, catholiques, luthériennes, anglicanes et autres protestantes. Le verset 12 est cité dans le Nouveau Testament.

## Texte

### Version de la Bible hébraïque
Voici le texte hébreu du Psaume 62:
| Verset | hébreu                                                         |
| ------ | -------------------------------------------------------------- |
| 1      | . לַמְנַצֵּחַ עַל-יְדוּתוּן-- מִזְמוֹר לְדָוִד                                 |
| 2      | . אַךְ אֶל-אֱלֹהִים, דּוּמִיָּה נַפְשִׁי ; מִמֶּנּוּ, יְשׁוּעָתִי                       |
| 3      | . אַךְ-הוּא צוּרִי, וִישׁוּעָתִי ; מִשְׂגַּבִּי, לֹא-אֶמּוֹט רַבָּה                    |
| 4      | : . כְּקִיר נָטוּי ; גָּדֵר, הַדְּחוּיָה                                    |
| 5      | : . בְּפִיו יְבָרֵכוּ ; וּבְקִרְבָּם, יְקַלְלוּ-סֶלָה                             |
| 6      | . אַךְ לֵאלֹהִים, דּוֹמִּי נַפְשִׁי : כִּי-מִמֶּנּוּ, תִּקְוָתִי                        |
| 7      | . אַךְ-הוּא צוּרִי, וִישׁוּעָתִי ; מִשְׂגַּבִּי, לֹא אֶמּוֹט                        |
| 8      | . עַל-אֱלֹהִים, יִשְׁעִי וּכְבוֹדִי ; צוּר-עֻזִּי מַחְסִי, בֵּאלֹהִים                 |
| 9      | ;בִּטְחוּ בוֹ בְכָל-עֵת, עָם-- שִׁפְכוּ-לְפָנָיו לְבַבְכֶם . אֱלֹהִים מַחֲסֶה-לָּנוּ סֶלָה    |
| 10     | :אַךְ, הֶבֶל בְּנֵי-אָדָם-- כָּזָב בְּנֵי-אִישׁ . בְּמֹאזְנַיִם לַעֲלוֹת ; הֵמָּה, מֵהֶבֶל יָחַד |
| 11     | : . חַיִל כִּי-יָנוּב-- אַל-תָּשִׁיתוּ לֵב                                  |
| 12     | . אַחַת, דִּבֶּר אֱלֹהִים--שְׁתַּיִם-זוּ שָׁמָעְתִּי: כִּי עֹז, לֵאלֹהִִ                   |
| 13     | . וּלְךָ-אֲדֹנָי חָסֶד: כִּי-אַתָּה תְשַׁלֵּם לְאִישׁ כְּמַעֲשֵׂהוּ                        |

### La traduction de Louis Segond, disponible surWikisource
Au chef des chantres. D’après Jeduthun. Psaume de David
1. Oui, c’est en Dieu que mon âme se confie ; de lui vient mon salut.
2. Oui, c’est lui qui est mon rocher et mon salut ; ma haute retraite : je ne chancellerai guère.
3. Jusqu’à quand vous jetterez-vous sur un homme, chercherez-vous tous à l’abattre, comme une muraille qui penche, comme une clôture qu’on renverse ?
4. Ils conspirent pour le précipiter de son poste élevé ; ils prennent plaisir au mensonge ; ils bénissent de leur bouche, et ils maudissent dans leur cœur.:Pause
5. Oui, mon âme, confie-toi en Dieu ! Car de lui vient mon espérance.
6. Oui, c’est lui qui est mon rocher et mon salut ; ma haute retraite : je ne chancellerai pas.
7. Sur Dieu reposent mon salut et ma gloire ; le rocher de ma force, mon refuge, est en Dieu.
8. En tout temps, peuples, confiez-vous en lui, répandez vos cœurs en sa présence ! Dieu est notre refuge,:Pause
9. Oui, vanité, les fils de l’homme ! Mensonge, les fils de l’homme ! Dans une balance ils monteraient tous ensemble, plus légers qu’un souffle.
10. Ne vous confiez pas dans la violence, et ne mettez pas un vain espoir dans la rapine ; quand les richesses s’accroissent, n’y attachez pas votre cœur.
11. Dieu a parlé une fois ; deux fois j’ai entendu ceci : C’est que la force est à Dieu.
12. À toi aussi, Seigneur ! la bonté ; car tu rends à chacun selon ses œuvres.

## Contenu
Le nom de Jeduthun se trouve en tête de ce psaume, avec les Psaumes 39 et 77 . Dans 1Ch 16,41, il est mentionné comme l'un des principaux chanteurs, et ses fils étaient les gardiens de la tente de l'Arche d'alliance. Son nom est mentionné, peut-être, comme un honneur spécial.

## Usages

### Nouveau Testament
La phrase du verset 12, "car tu rends à chacun selon son œuvre", qui apparaît également dans Pr 24,12, est citée dans Matthieu 16:27 et Romains 2:6 dans le Nouveau Testament .
Dans le Book of Common Prayer de l'Église d'Angleterre, ce psaume est désigné pour être lu le matin du 12e jour du mois.

### église catholique
Jusqu'en 1912, le Psaume 62 faisait partie de l'Office des Ténèbres pendant la Semaine Sainte.

## Mise en musique
Heinrich Schütz a composé un choral qui paraphrase le Psaume 62 en allemand, "Mein Seel ist still in meinem Gott" (Mon âme est toujours en mon Dieu) en 1628 dans le cadre du Psautier de Becker.
Max Reger a composé une paraphrase du Psaume 62, "Meine Seele ist still zu Gott" (Mon âme est toujours vers Dieu) comme second chant sacré en allemand pour voix (mezzo-soprano ou baryton) et clavier (orgue ou harmonium ou piano)(Zwei geistliche Lieder), op. 105, en 190, le premier de ces chants étant "Ich sehe dich in tausend Bildern" sur un poème de Novalis.
George S. Talbot a composé une pièce en anglais, "My soul rests in God alone" (Mon âme repose en Dieu seul).
En 1921, une mise en musique de trois psaumes par Max Gulbins (de) a été publié comme son op. 109. Ils ont été écrits pour un chœur de femmes en trois parties et un orgue. Ils contiennent le Psaume 62 sous le nom de "Meine Seele ist stille zu Gott", ainsi que les Psaumes 13 et 141.
En 1937, le compositeur danois Vagn Holmboe a composé le Psaume 62 pour un chœur d'enfants non accompagnés.
En 2000, Stephen McManus, compose une mise en musique pour chœur à l'unisson, chœur mixte, hautbois et orgue.
"Psalm 62" est un morceau de l'album Pages, cinquième album studio du duo culte contemporain de 2007 Shane &amp; Shane.
Le compositeur philippin Joel P. Navarro a écrit un hymne en anglais, "My Soul Finds Rest", sur une mélodie d'Arnel dC Aquino, en 2011.